# Закон о бедных (1834)

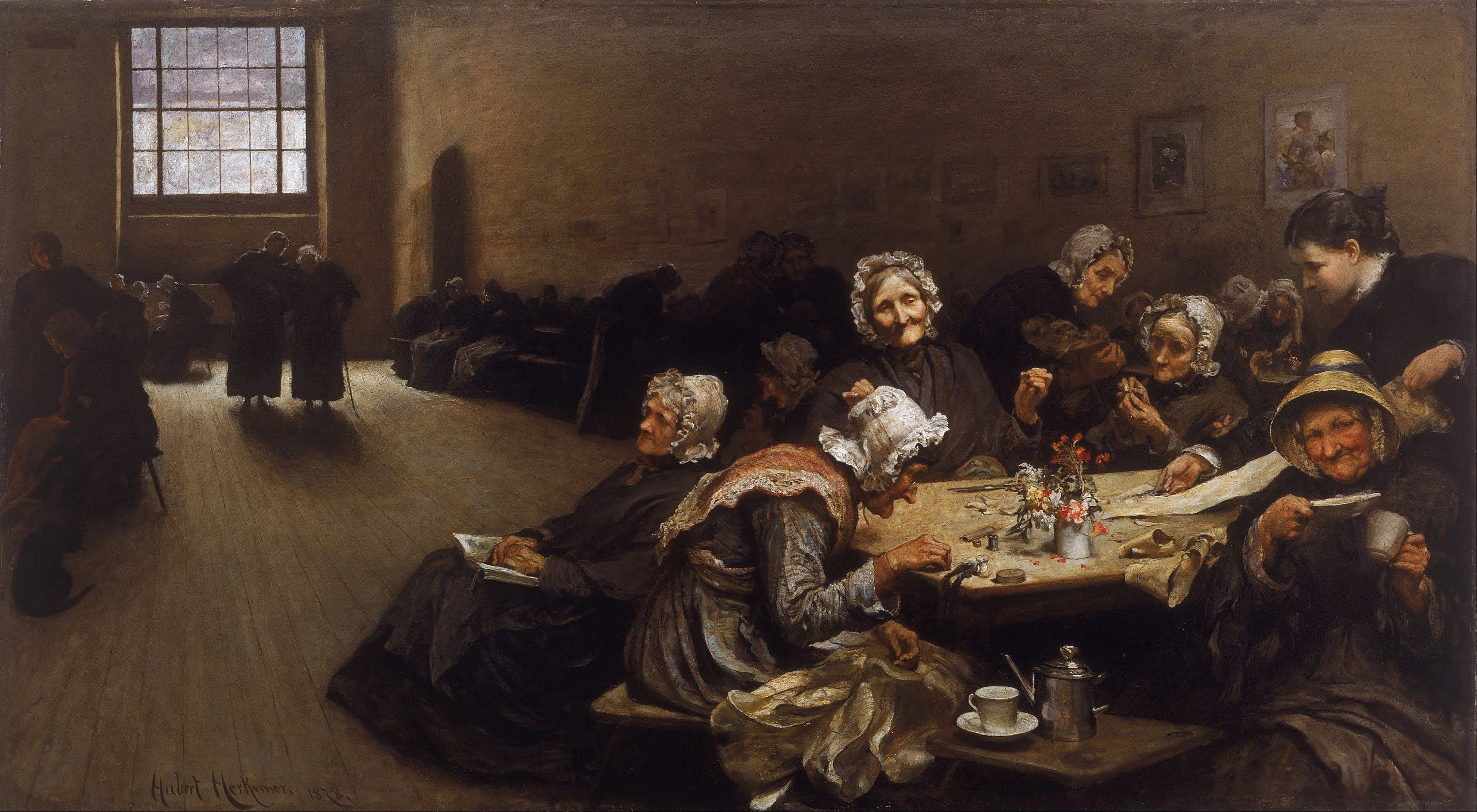
Губерт фон Геркомер. Сцена в Вестминстерском союзе, 1877

«Закон о бедных» (англ. Poor Law Amendment Act 1834) — английский закон 1834 года в отношении бедных людей в Англии и Уэльсе. Закон радикально изменил существовавшее законодательство о бедных и централизовал систему социальной помощи. Были отменены пособия в денежной форме и в виде пищи.

## Разработка закона
Промышленная революция в Великобритании и быстрый рост населения городов (вдвое в 1760—1832 годах) привели к росту расходов на социальную помощь, которая оказывалась в соответствии с законом «О социальной помощи бедным» 1601 года. Средства для неё в случае, если на неё не хватало средств приходов, взимались со всех жителей пропорционально их прибыли, причём в ряде случаев этот налог платили не владельцы, а арендаторы земли.
Практика оказания денежной помощи бедным не делала разницы между трудоспособными и нетрудоспособными лицами, что приводило к увеличению налога на опеку над ними. С 1750 по 1817 год налог на бедных вырос с £1 млн. к £9,5 млн что составляло в среднем около 20 % доходности имущества в Великобритании Это привело к тому, что часть земли в приходах перестала обрабатываться.
Система опеки, контролируемая почетными служителями опеки, не справлялась со своими обязанностями. Власть назначения пособий по бедности фактически перешла к землевладельцам: назначая мировых судей, они добились, чтобы назначение пособия происходило решением не одного, а двух арбитров.
Наполеоновские войны, торговая блокада Англии, промышленные кризисы 1825 и 1836 годов и порождённая ими безработица 1825—1830 и 1836—1840 годов выбросили на улицу десятки тысяч рабочих и снизили зарплату остальных. В 1820-х годах в городах текстильной провинции Ланкашир прокатилась череда рабочих бунтов, сопровождавшихся грабежом булочных и съестных лавок. Экономика была подорвана, некоторые графства оказались на грани разорения. Британцев ожидали «голодные сороковые», время эпидемий, неурожаев и бедности.
В 1832 году была создана Королевская комиссия по делам бедных, где начал работать энергичный юрист Эдвин Чедвик, ставший в 1833 году её главным комиссаром. Эта комиссия проанализировала социальные проблемы в 1500 приходах страны (около 10 %) и предложила парламенту новый закон «Об усовершенствовании и лучшем применении Законов о бедных в Англии и Уэльсе» 1834 года.
Принятию закона предшествовала длительная дискуссия о бедности. Сторонники одной точки зрения считали, что бедность лично обусловлена (люди сами виноваты в своей нищете), и решением является отказ от дотаций бедным, чтобы ориентировать их на самопомощь. Авторитетный в то время экономист Адам Смит писал, что государственная помощь бедным бесполезна, поскольку является вмешательством в саморегулирующиеся рыночные механизмы, которые стимулируют бедных. Джозеф Тауншенд высказал идеи, развитые затем Т. Мальтусом, что причиной бедности являются бесконтрольное размножение бедных, их лень и пороки, отсутствие добродетелей протестантской этики. По его мнению, голод является прекрасным средством принуждения бедных к труду. Противники этой точки зрения (У. Годвин, У. Хэзлитт, Ч. Холл) выступали с нравственных и гуманистических позиций. Ч. Холл писал, что не невежество народа делает его бедным, а напротив, бедность является причиной умственной и нравственной неразвитости. Победу одержали сторонники первой точки зрения. Закон был принят парламентским большинством, партией вигов.
Он отменил выдачу социальных пособий нуждающимся, переведя социальную помощь в ведение работных домов. Эта реформа заложила основу социальной опеки в Великобритании, которая в общих чертах существует по сей день. Чедвика она сделала влиятельной фигурой и открыла ему путь в Уайтхолл — английское правительство.

## Реализация закона
Составители закона прямо писали: «Первый и основной принцип, применяемый повсеместно, состоят в том, что положение бедняка в целом не может быть таким же приемлемым, как положение независимого работника (…). Каждая копейка, потраченная на то, чтобы сделать положение бедняков более достойным, чем положение независимых работников, — это праздная и вредная щедрость».
Состоятельным прихожанам понравилась идея снижения подоходного налога, так что они поддержали закон. На руку он был и беднякам: раньше они могли получить помощь только от прихода, где родились. Уехав в город и возвратившись домой в бедственном положении, люди сталкивались с тем, что их никто не помнил и не желал помогать.
Теперь решение проблем возлагалось на работные дома, призванные отбить у бедных охоту бездельничать, для чего их создавали практически как тюремные учреждения, со строжайшей дисциплиной.
Около 15 тысяч английских и уэльских приходов были реорганизованы в союзы по закону о бедных (Poor Law Unions), в каждом союзе в обязательном порядке открывался работный дом (если его ещё не было), который становился основным каналом получения помощи. Социальную помощь за редкими исключениями можно было получить только в работном доме. Закон делал непривлекательным получение помощи и стигматизировал бедных, условия жизни в работном доме предусматривали: разделение семей (отдельное проживание мужчин, женщин, мальчиков и девочек), скудное и однообразное питание, тяжёлая рутинная и бессмысленная работа (например, раскалывание камней), занятость детей на шахтах и фабриках, ношение униформы. Закон вводил новые должности, в частности, должность чиновника по надзору над бедными (relieving officer), который в исключительных случаях мог предоставить помощь вне работного дома.
Бедные стремились избежать попадания в работные дома, часто в них жили только сироты, старики, больные и умалишённые. После принятия закона пресса сообщала о нескольких скандалах, самым известным был случай в Андоверском работном доме, где голодные обитатели ели гнилое мясо с костей.

## Критика

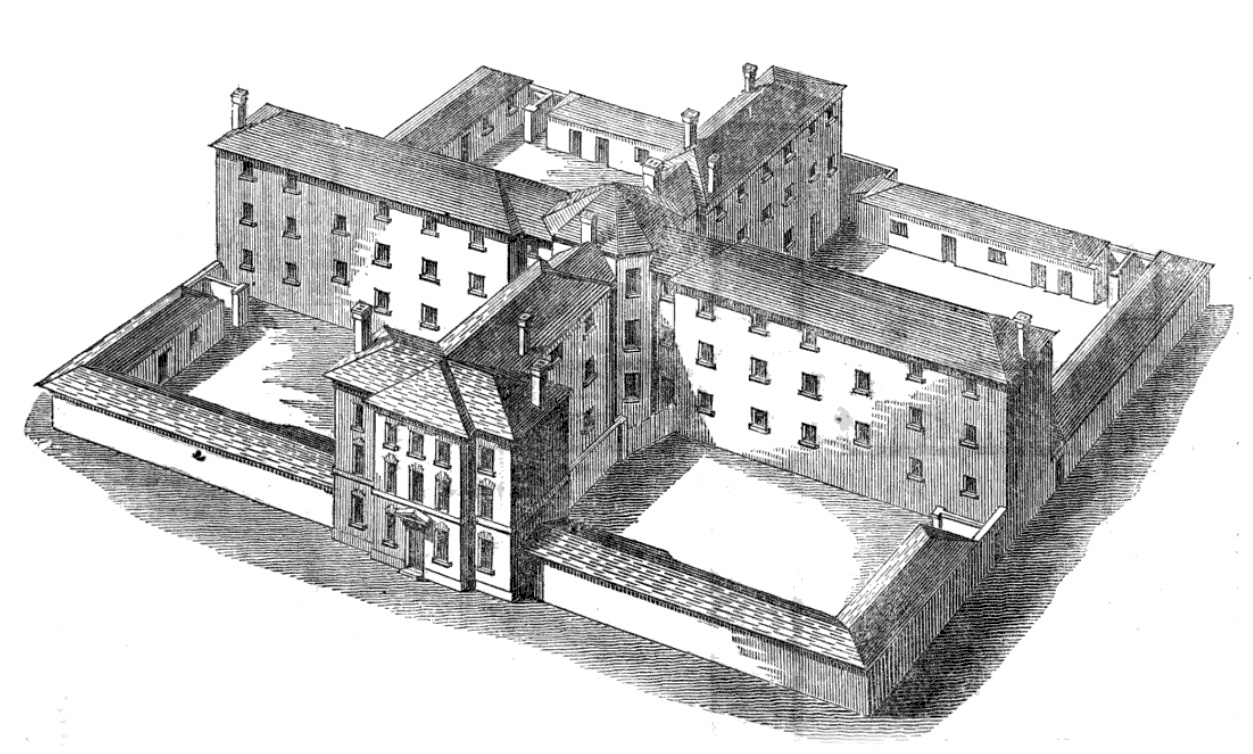
Схема работного дома с раздельным содержанием мужчин, женщин, мальчиков и девочек

Ещё до вступления в силу закона его подвергали критике. Газета Times писала, что этот билль «заклеймит позором книгу Статутов». Член парламента Бенджамин Дизраэли характеризовал новое законодательство термином «brutilitarianism» (от слов «жестокость» и «утилитаризм»), Томас Эттвуд говорил, что работные дома станут «тюрьмами». Публицист Уильям Коббет писал, что закон станет нарушением договора, на котором держится достояние королевства. Особенно он возражал против разделения семей, а также униформы и отличительных значков для обитателей работных домов.
Писатель Чарльз Диккенс говорил, что работные дома — это «цитадели жестокости и бесчеловечности в отношении самых слабых и уязвимых слоёв населения». С критикой закона выступал Фридрих Энгельс, который писал, что закон провели мальтузианцы, бедняки отказываются от таких условий общественной помощи, предпочитая голодную смерть; называл работный дом «бастилией», а пребывание в нём — «адом». По его мнению, принятие закона разожгло ненависть рабочих к правящему классу, содействовало развитию рабочего движения и распространению чартизма.